# Raphaël Jacquelin
Raphaël Jacquelin (Lyon, 8 mei 1974) is een Frans golfprofessional. Hij is verbonden aan de Golf de Terre Blanche in het Franse departement Var.

## Amateur
Jacquelin werd in 1993 jeugdkampioen van Frankrijk en won in 1995 het Frans Amateur won. Daarna werd hij professional.

### Gewonnen
- 1993: Frans Jeugdkampioenschap
- 1995: Frans Amateur

## Professional
Op de Europese Tour speelde hij 237 toernooien voordat hij in 2005 het Open de Madrid won. 

Het jaar 2007 was succesvol met een overwinning in Shanghai en maar 5 gemiste cuts in 28 toernooien. 

In 2009 maakte hij in Kuala Lumpur een laatste ronde van 62 om als 14de te eindigen en voor het eerst in de top-100 van de Europese ranglijst te komen. Na het winnen van het Siciliaans Open in 2009 stond hij in de top-100 van de wereldranglijst.

In 2013 maakte hij een birdie op de laatste hole van het Spaans Open waardoor hij in de play-off kwam met Felipe Aguilar en Maximilian Kieffer. Hij won het Open met een birdie op de 9de keer dat de extra hole werd gespeeld. Dat evenaart de langste play-off van de Europese Tour, die in 1989 tijdens het KLM Open op de Kennemer Golf & Country Club werd gespeeld.  

### Gewonnen
Nationaal
- 1997: Omnium de France

Challenge Tour
- 1997: Olivier Barras Memorial in Crans en Steelcover Dutch Challenge op Broekpolder.

Na de overwinning op Broekpolder weet Jacquelin dat hij in 1998 op de Europese Tour mag spelen. Hij eindigt als 4de op de Order of Merit.
Europese Tour
- 2005: Open de Madrid
- 2007: BMW Asian Open in Shanghai
- 2011: Siciliaans Open
- 2013: Open de España

### Teams
- World Cup: 2003 (met Thomas Levet), 2011 (met Grégory Bourdy)
- Vivendi Trophy: 2002, 2003, 2007, 2011